# Baisers cachés
Baisers cachés (tj. Skryté polibky) je francouzský hraný film z roku 2016, který režíroval Didier Bivel. Film zachycuje problematiku coming outu na střední škole.

## Děj
Šestnáctiletý Nathan žije sám se svým otcem Stéphanem a nedávno se přistěhovali do města. Nathan chodí do lycea a je pozván na párty. Zde políbí spolužáka Louise, někdo je při tom vyfotí a fotografii umístí na Facebook. Fotku objeví jeho otec, Nathan zprvu vše popírá a tvrdí, že se jednalo o vtip. Posléze sdělí otci pravdu. V pondělí ve škole všichni pátrají, kdo byl ten druhý kluk, který není na fotce zřetelný. Nathan se stává obětí ostrakizace a šikany ze strany spolužáků a odmítá prozradit identitu Louise. Také doma nenachází podporu u otce, který se za syna stydí. Ve škole se jej veřejně zastane pouze učitel angličtiny Tristan, který mu chce upřímně pomoct. Ze strany studentů je tím pádem považován za gaye a také u učitelského sboru nemá žádnou podporu. Louis sám se přidává na stranu spolužáků při fyzickém útoku na Nathana. Už rok chodí se spolužačkou Laurou, aby před okolím, především před rodiči, skryl svou homosexualitu. Nathan je jeho napadením zlomen. Je však povzbuzen učitelkou matematiky, která, otřesená homofobií na škole, provede vlastní coming out. Mezitím Louisovi rodiče náhodou objeví v jeho počítači stránky s gay tematikou a rozhodnou se jej izolovat od Nathana. Jeho otec Bruno se odmítá se synovou homosexualitou smířit do té míry, až Louis uteče z domova. Zatímco se Stéphan vyrovná s Nathanovou orientací, Bruno je striktně odmítavý, což vede až k rozpadu rodiny.

## Obsazení
| Bérenger Anceaux   | Nathan              |
| Patrick Timsit     | Stéphane, jeho otec |
| Jules Houplain     | Louis               |
| Bruno Putzulu      | Bruno, jeho otec    |
| Barbara Schulz     | Corinne, jeho matka |
| Catherine Jacob    | Catherine           |
| Nicolas Carpentier | Tristan             |
| Lisa Kramarz       | Laura               |

## Ocenění
- Festival des créations télévisuelles de Luchon – cena kritiky